# Dunkerton (Iowa)
Pour les articles homonymes, voir Dunkerton (homonymie).
La ville américaine de Dunkerton est située dans le comté de Black Hawk, dans l’État de l’Iowa. Lors du recensement de 2010, elle comptait 852 habitants.

## Source
- (en) Cet article est partiellement ou en totalité issu de l’article de Wikipédia en anglais intitulé « Dunkerton, Iowa » (voir la liste des auteurs).